# Stenhouse Bluff
Das Stenhouse Bluff ist eine felsige Landspitze am Kopfende des Visca Anchorage, einer Seitenbucht der Admiralty Bay im Süden von King George Island im Archipel der Südlichen Shetlandinseln.
Entdeckt wurde es bei der Fünften Französischen Antarktisexpedition (1908–1910) unter der Leitung von Jean-Baptiste Charcot. Benannt ist es nach Joseph Russell Stenhouse (1887–1941), Erster Offizier und späterer Kapitän der Aurora bei der Endurance-Expedition (1914–1917) sowie Kapitän der Discovery in den Gewässern um die Südlichen Shetlandinseln im Jahr 1927 im Zuge der Discovery Investigations.